# Palast in Węgierki

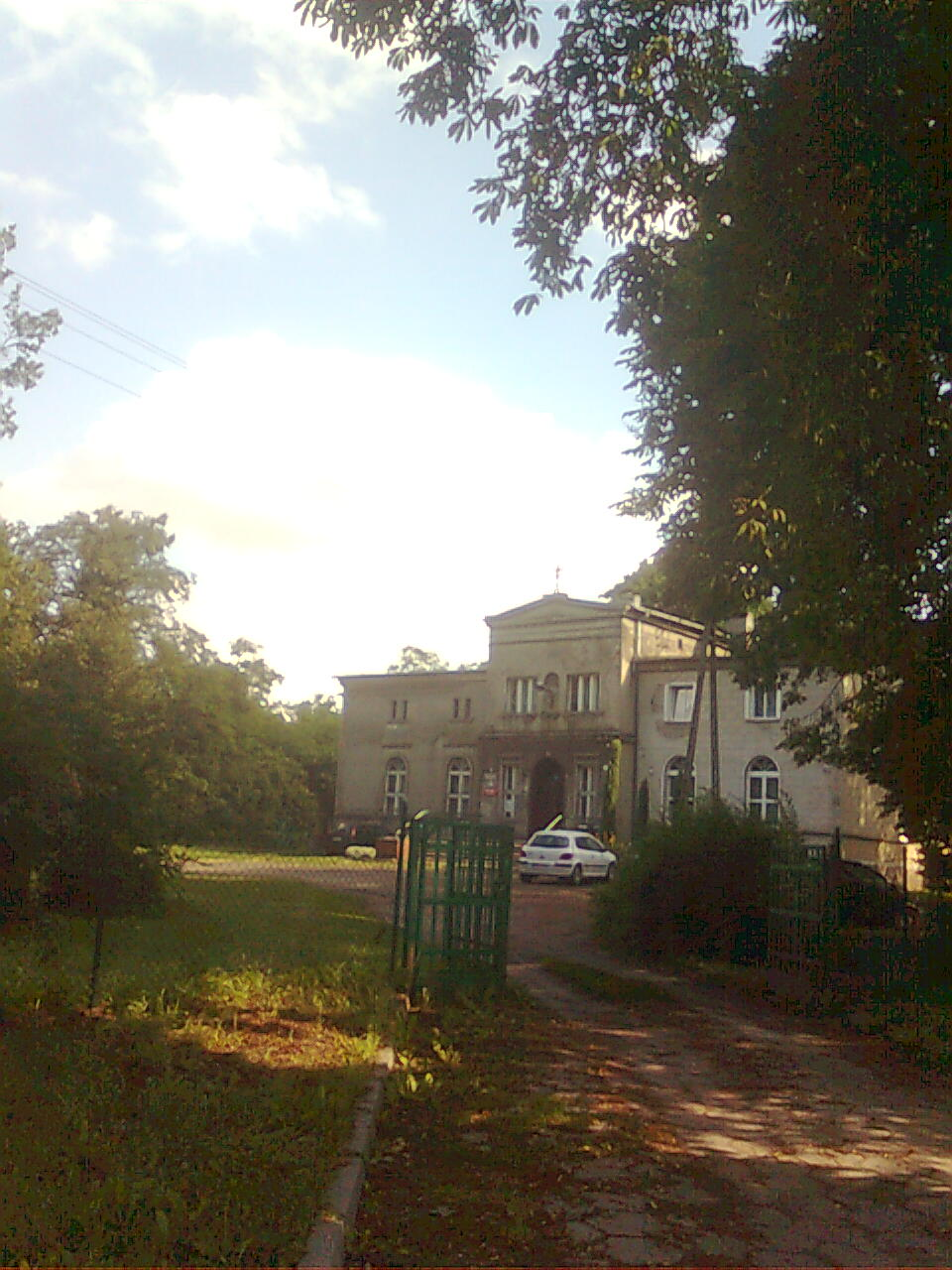
Palast in Węgierki

Der Palast in Węgierki ist ein historischer Palast im Landkreis Września in der Woiwodschaft Großpolen.
Der Palast mit neoklassizistischen Elementen wurde in der zweiten Hälfte des 19. Jahrhunderts (um das Jahr 1890) gebaut. In dem Gebäude befanden sich eine Bibliothek und eine Schule. Heute ist das Gebäude in Wohnungen aufgeteilt. In den Jahren 2011 und 2012 wurde die Fassade des Palastes renoviert.  Der Landschaftspark mit einer Fläche von drei Hektar wurde im 19. Jahrhundert gegründet.